# St-Crépin-St-Crépinien (Chaussy)

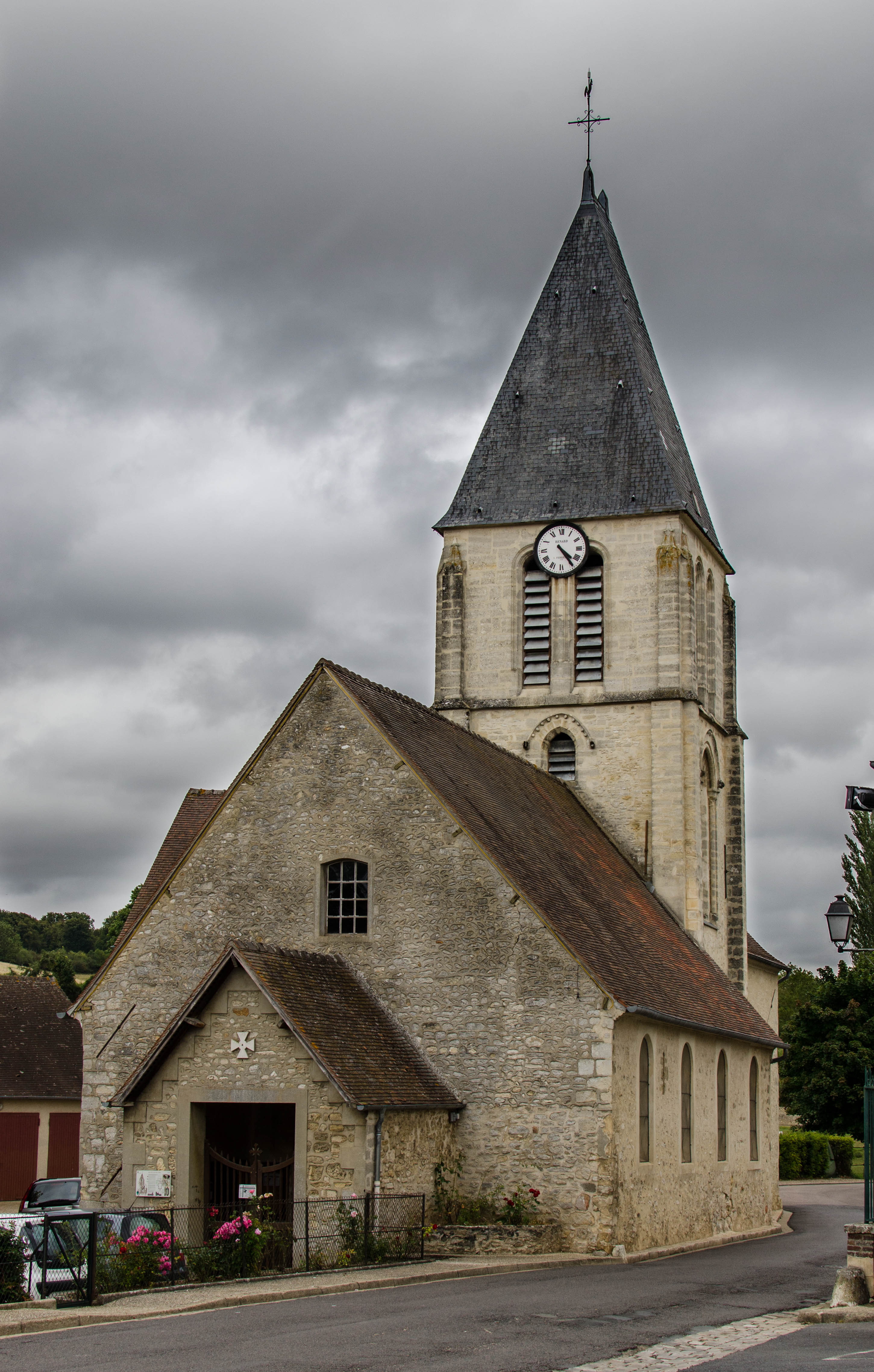
Kirche St-Crépin-St-Crépinien

Die römisch-katholische Kirche St-Crépin-St-Crépinien in Chaussy, einer französischen Gemeinde im Département Val-d’Oise der Region Île-de-France, wurde ab dem 12. Jahrhundert errichtet. Die Kirche ist seit 1927 ein geschütztes Baudenkmal (Monument historique).

## Geschichte
Bereits im Jahr 690 wird eine Kirche in Chaussy erwähnt, die dem heiligen Martin von Tours geweiht war. Von der im 12. Jahrhundert erbauten Kirche ist nur noch der untere Bereich des Glockenturms erhalten. Der Rest des Gebäudes stammt aus dem 16. Jahrhundert, wo auch eine Kapelle angebaut wurde.
Die heutigen Patrone der Kirche sind die christlichen Märtyrer Crispinus und Crispinianus. Im Inneren ist die Grabplatte für François de La Garenne († 1676) erhalten, der Kammerherr unter Ludwig XIII. und Ludwig XIV. war. Das Taufbecken im Stil der Renaissance stammt vom Anfang des 16. Jahrhunderts.